# Pgrep
pgrep je v informatice příkaz používaný v unixových operačních systémech. Poprvé byl uveden v systému Solaris 7. Poté byl implementován do ostatních systémů, jako například Linux, BSD (DragonFly BSD, FreeBSD, NetBSD a OpenBSD).

## Popis
Příkaz pgrep vyhledá všechny procesy, které vyhovují zadání (lze využít regulární výraz) a implicitně vrací jejich číslo procesu (PID). Jako alternativu lze použít pidof a ps.

## Příklady
Příklad standardního volání příkazu pgrep (vrací PID jmenovaných procesů) se volá:
```
pgrep jmenoulohy
```

Funguje přibližně jako:
```
ps ax | 
grep
 jmenoulohy | grep -v grep | awk '{print $1}'
```

Program pgrep zjednodušuje jinak složitý požadavek.
Ukáže všechny procesy (v dlouhé formě, PID a jméno) náležící jiné skupině:
```
pgrep -l -G other
```

Ukaž všechny procesy kromě procesů uživatele root:
```
pgrep -v -u root
```